# Potàmia de Santurde
Potàmia de Santurde o de San Millán (Tricio?, mitjan segle vi – Santurde, ca. 597) va ésser una eremita que visqué prop del Monestir de San Millán de Suso. És venerada com a santa per l'Església catòlica.

## Biografia
Potàmia va ésser una noble que, deixant la seva vida, es retirà a les muntanyes de la Rioja i hi visqué com a eremita a Santurde (San Jorge, avui barriada de San Millán de la Cogolla), sota la direcció espiritual d'Emilià de la Cogolla, com d'altres eremites, Citonat, Geronci i Sofron
Anys després de la seva mort, fou sebollida a l'església de San Salvador de Santurde, a la vall, d'on passà en 1573 al Monestir de San Millán de la Cogolla, al monestir de Yuso, on es conserva en una arca d'argent col·locada a l'altar major.
Avui, prop de San Millán hi ha una ermita del segle xviii dedicada a la santa.